# Andreas Makris
Andreas Makris (Grieks: Ανδρέας Μακρής) (Thessaloniki, 7 maart 1930 – Silver Spring, 3 februari 2005) was een Grieks-Amerikaans componist en violist.

## Levensloop
Makris begon zijn muziekstudies aan het Nationaal Conservatorium (Grieks: Εθνικό Ωδείο) in Athene in 1950. Met een studiebeurs van de Rockefeller Foundation kon hij vervolgens aan de Phillips University in Enid (Oklahoma) en verder aan het Kansas City Conservatory of Music and Dance in Kansas City (Missouri) (1951-1953) en later aan het Mannes College of Music in New York studeren. Hij studeerde verder tijdens het Aspen Music Festival (1956 en 1957) alsook aan het Conservatoire Américain de Fontainebleau in Fontainebleau bij Nadia Boulanger.
In 1958 won hij een auditie voor een positie in het Dallas Symphony Orchestra en schakelde in 1959 over naar het St. Louis Symphony Orchestra. Op uitnodiging van de dirigent Howard Mitchell werd hij in 1961 1e violist in het National Symphony Orchestra en bleef in deze functie voor verdere 28 jaar. Met dit orkest gingen onder leiding van diverse dirigenten (Howard Mitchell, Antal Dorati, Mstislav Rostropovitsj en Leonard Slatkin) een groot aantal werken van Makris in première. Hij was de eerste componist van die een werk in de John F. Kennedy Center for the Performing Arts in 1970 in première ging en hij schreef ook een werk voor de 25e verjaardag van deze institutie. Als componist kreeg hij verschillende prijzen en onderscheidingen zoals de Martha Baird Rockefeller Award, American Society of Composers, Authors and Publishers (ASCAP)-Award. Zijn werken werden uitgevoerd in de Verenigde Staten, Zuid-Amerika, Canada, Europa, Rusland en Japan.

## Composities

### Werken voor orkest
- 1966 Concerto, voor strijkorkest
- 1967 Aegean Festival Overture
- 1970 Anamnesis
- 1972 Efthymía
- 1972 Five Miniatures, voor strijkorkest
- 1972 Horos from Efthymia
- 1973 Fanfare for Orchestra
- 1976 Largo, voor strijkers
- 1978 Chromatokinesis
- 1978 Happy Birthday Dear Lenny
- 1979 In Memory
- 1979 Variations and Song, voor orkest
- 1980 Japanese Song
- 1982 Fourth of July March
- 1982 Moderato, voor 2 violen en strijkorkest (ook in een versie voor 2 violen en strijkkwartet)
- 1984 Nature-Life, symfonisch gedicht voor zangstem(men) en orkest
- 1989 Symphony to Youth
- 1990 Trilogy, voor orkest
- 1991 Intrigues, voor klarinet en orkest
- 1992 A Symphony, voor sopraan en strijkers
- 1995 Antithesis
- 1995 J.F.K. Commemorative Fanfare, voor strijkorkest en kleine trom
- 1997 Introduction and Kalamatianos (Greek Dance), voor trompet, strijkers, kleine en grote trom
- 2000 Fantasy and Dance, voor altsaxofoon, strijkers en harp
- 2003 Hellenic Odyssey
- 2004 Strathmore Overture

#### Concerten voor instrumenten en orkest
- 1970 Concert, voor altviool en orkest
- 1983 Concerto Fantasia, voor viool en orkest - in 1987 ook een versie voor viool en piano
- 1988 Concertante, voor viool, cello, klarinet, hoorn, slagwerk en orkest
- 1992 Concertino, voor orgel, dwarsfluit en strijkorkest
- 1996 Concert, voor viool en strijkorkest - in 2002 ook een versie voor viool en piano
- 2000 Concert, voor viool en orkest
- 2000 Concert, voor dwarsfluit en orkest
- 2002 Concertino, voor trombone en strijkorkest (ook in een versie voor trombone en piano)

### Werken voor harmonieorkest en koperensemble
- 1970 Aegean Festival Overture, voor harmonieorkest[1][2]
- 1970 Grecian Sketches
- 1973 Fanfare
- 1973 Mediterranean Holiday
- 1975 Improvisations-Rhythms
- 1977 Fantasy and Dance, voor altsaxofoon en harmonieorkest
- 1980 Fanfare Alexander
- 1982 Chromatokinesis
- 1982 Fourth of July March
- 1987 Intrigues, voor klarinet en harmonieorkest

### Vocale muziek

#### Werken voor koor
- 1990 Alleluia, voor gemengd koor en koperkwintet - ook in een versie voor gemengd koor en orgel (of piano)
- 1990 Polychronion: Many Years, voor gemengd koor en orkest
- 1990 Procession, voor gemengd koor en koperkwintet

#### Liederen
- 1968 Voice Quintet
- 1976 Sirens, voor sopraan, viool en piano
- 1995 Decalog: Singing While Learning, 10 liederen voor jonge studenten
- 2001 Serenade - or A Casual Duet ala Schubert, voor sopraan en viool of 2 zangstemmen

### Kamermuziek
- 1965 Duet (Little Milton on the Beach), voor twee violen
- 1965 Scherzo, voor vier violen
- 1966 Duo, voor twee violen
- 1969 Sonata, voor viool solo
- voor 1970 Kwartet
- 1970 Strijkkwartet in een beweging
- 1973 Armenian Medley, voor viool en piano
- 1974 Fantasy and Dance, voor altsaxofoon en piano
- 1977 Duet for Myron and Daddy, voor twee violen
- 1983 Concerto fantasia, voor viool en piano
- 1986 Caprice Tonatonal, voor viool
- 1989 Greek Sonata, voor cello en piano
- 1991 Intrigues, voor klarinet en piano
- 1992 Short Melody, voor dwarsfluit
- 1993 Blaaskwintet
- 1997 Sonatina, voor viool solo
- 1999 Sextet, voor blaaskwintet en piano
- 2002 Voyage Caprice, voor viool en piano
- 2003 Concertino, voor dwarsfluit en kamerensemble